# 驼峰路街道
驼峰路街道，是中华人民共和国陕西省榆林市榆阳区下辖的一个乡镇级行政单位。

## 行政区划
驼峰路街道下辖以下地区：
东岳庙社区、长虹路社区、兴中路社区、金华路社区、望湖路社区、金阳社区、桃园路社区和金苑社区。